# Верховный Главнокомандующий Вооружёнными Силами СССР

Флаг Верховного Главнокомандующего ВС СССР (1964—1991)

Верхо́вный Главнокома́ндующий Вооружёнными си́лами СССР — высшая должность в Вооружённых Силах СССР.

## История
8 августа 1941 года, в ходе Великой Отечественной войны, Верховным главнокомандующим Вооружёнными Силами СССР был назначен И. В. Сталин.
С февраля 1955 года Вооружёнными силами руководил по должности председатель Совета обороны, созданного совместным постановлением ЦК КПСС и Совета Министров СССР (дата неизвестна), предварительно утверждённым на Президиуме ЦК КПСС 7 февраля 1955 года (за день до смещения Г. М. Маленкова с должности главы правительства (Председателя Совета Министров СССР). На должность председателя Совета обороны был назначен первый секретарь ЦК КПСС Н. С. Хрущёв.

…Он работал в 1959—1962 гг. в Генеральном штабе заместителем начальника. И мы освободили его от этой должности. А я был тогда Председателем Совета Министров СССР и являлся Главнокомандующим Вооружёнными Силами.— Н. С. Хрущёв
Позже эту должность занимали первые (генеральные) секретари ЦК КПСС вне зависимости от своих формальных государственных должностей (Председатель Совета Министров, Председатель Президиума Верховного Совета, член Президиума Верховного Совета или ни одной из этих должностей).
В Конституции СССР 1977 года было закреплено, что Совет обороны формируется Президиумом Верховного Совета СССР. В публикациях прессы 1970-х — начала 1980-х годов Л. И. Брежнев иногда именовался Верховным главнокомандующим Вооружёнными силами СССР, хотя нормативные акты об этой его должности не публиковались.
Законом СССР от 14 марта 1990 года № 1360-I в Конституцию СССР была внесена глава 15.1. «Президент СССР», в соответствии с которой Президент СССР «является Верховным Главнокомандующим Вооружёнными Силами СССР».
15 марта 1990 года Президентом СССР был избран М. С. Горбачёв, который и стал Верховным Главнокомандующим.
21 декабря 1991 года главами 11 союзных республик — учредителей Содружества Независимых Государств (СНГ) был подписан протокол о возложении командования Вооружёнными силами СССР «до их реформирования» на Министра обороны СССР Маршала авиации Е. И. Шапошникова, фактически лишив Горбачёва полномочий Верховного Главнокомандующего Вооружёнными Силами СССР. Через 4 дня М. С. Горбачёв (перед уходом в отставку) издал указ «О сложении Президентом СССР полномочий Верховного Главнокомандующего Вооружёнными Силами СССР и упразднении Совета обороны при Президенте СССР», в котором говорилось: «В связи с уходом в отставку с поста Президента СССР слагаю с себя полномочия Верховного Главнокомандующего Вооружёнными Силами СССР».
14 февраля 1992 года 9 государств СНГ назначили Е. Шапошникова Главнокомандующим Объединёнными вооружёнными силами (ОВС) СНГ, и 20 марта того же года на базе Министерства обороны СССР было создано Главное командование (Главкомат) ОВС СНГ. 24 сентября 1993 года должность Главнокомандующего ОВС СНГ упразднена, а спустя три месяца Главкомат был упразднён.